# Лушуй
Лушу́й (кит. упр. 泸水, пиньинь Lúshuǐ) — городской уезд Нуцзян-Лисуского автономного округа провинции Юньнань КНР. Городской уезд назван по реке Салуин, которую в этих местах называют «Лушуй».

## История
Во времена империи Цин эти места были частью уезда Юньлун (云龙县). После Синьхайской революции и образования Китайской Республики здесь в 1932 году была создана Лушуйская временная управа (泸水设治局).
После вхождения провинции Юньнань в состав КНР в 1950 году был образован Специальный район Баошань (保山专区), и эти места вошли в его состав. В феврале 1951 года Лушуйская временная управа стала уездом Лушуй (泸水县).
В 1954 году был создан Нуцзян-Лисуский автономный район (怒江傈僳族自治区) в составе Специального района Лицзян (丽江专区), и уезд перешёл в его состав.
С 1 января 1957 года Нуцзян-Лисуский автономный район был преобразован в Нуцзян-Лисуский автономный округ, подчинённый напрямую властям провинции.
В 1961 году был подписан китайско-бирманский договор о границе, в соответствии с которым в состав Китая вернулся район Пяньма, включённый бирманцами в состав своего государства в 1948 году, пока в Китае шла гражданская война. Сначала он был передан под юрисдикцию властей Специального района Лицзян, а в 1966 году был включён в качестве волости в состав уезда Лушуй.
Постановлением Госсовета КНР от 24 сентября 1986 года был расформирован уезд Бицзян (碧江县), а его территория — разделена между уездами Фугун и Лушуй.
В 2016 году уезд Лушуй был преобразован в городской уезд.

## Административное деление
Городской уезд делится на 6 посёлков, 2 волости и 1 национальную волость.